# قوچ زمین
قوچ زمین (به لاتین: Ghuch Zamin) یک منطقهٔ مسکونی در افغانستان است که در ولایت بامیان واقع شده‌است.